# Vitry-sur-Loire
Vitry-sur-Loire és un municipi francès, situat al departament de Saona i Loira i a la regió de Borgonya - Franc Comtat. L'any 2009 tenia 451 habitants.

## Història
| Data d'elecció                           | Identitat         | Partit | Qualitat |
| ---------------------------------------- | ----------------- | ------ | -------- |
| 1945-1964                                | Albert Husson     |        |          |
| 1964-1967                                | François Chaussin |        |          |
| 1967-1989                                | André Lamouche    |        |          |
| 1989-2001                                | Henri Baladier    |        |          |
| 2001-                                    | Patrick Lhuilier  |        |          |
| les dades anteriors no són pas conegudes |                   |        |          |
|                                          |                   |        |          |

## Demografia
| 1831                                            | 1863 | 1962 | 1968 | 1975 | 1982 | 1990 | 1999 | 2007 |
| ----------------------------------------------- | ---- | ---- | ---- | ---- | ---- | ---- | ---- | ---- |
| 770                                             | 882  | 569  | 577  | 520  | 515  | 489  | 460  | 441  |
| A partir de 1990: Població sense dobles comptes |      |      |      |      |      |      |      |      |